# Ciptomulyo
Ciptomulyo is een bestuurslaag in het regentschap Malang van de provincie Oost-Java, Indonesië. Ciptomulyo telt 12.460 inwoners (volkstelling 2010).